# Lamprosema canacealis
Lamprosema canacealis là một loài bướm đêm trong họ Crambidae.